# Saison 2009 des Nationals de Washington
La Saison 2009 des Nationals de Washington est la 5e saison en Ligue majeure de l'équipe à Washington et la 41e depuis la création de la franchise à Montréal. Mauvaise saison des Nationals qui affichent 59 victoires pour 103 défaites en fin de parcours. Le manager Manny Acta (26-61) est remplacé le 12 juillet par Jim Riggleman (33-42).

## Intersaison

### Arrivées
- Daniel Cabrera, lanceur partant en provenance des Orioles de Baltimore.
- Scott Olsen, lanceur partant en provenance des Marlins de la Floride.
- Joe Beimel, lanceur de relève en provenance des Dodgers de Los Angeles.
- Wilfredo Ledezma, lanceur de relève en provenance des Diamondbacks de l'Arizona.
- Julián Tavárez, lanceur de relève en provenance des Braves d'Atlanta.
- Josh Bard, receveur en provenance des Padres de San Diego.
- Adam Dunn, joueur de première base en provenance des Diamondbacks de l'Arizona.
- Josh Willingham, joueur de champ gauche en provenance des Marlins de la Floride.

### Départs
- Tim Redding, lanceur partant chez les Mets de New York.
- Shawn Hill, lanceur partant chez les Padres de San Diego.
- Odalis Pérez, lanceur partant, agent libre.
- Levale Speigner, lanceur de relève chez les Marlins de la Floride.
- Chad Cordero, lanceur de relève chez les Mariners de Seattle.
- Emilio Bonifacio, joueur de champ intérieur chez les Marlins de la Floride.
- Aaron Boone, joueur de champ intérieur, agent libre.
- Kory Casto, joueur de champ intérieur, agent libre.
- Wily Mo Peña, joueur de champ gauche chez les Mets de New York.
- Steven Shell, lanceur chez les Mariners de Seattle (2 mai).

### Grapefruit League
Basés au Space Coast Stadium à Viera en Floride, le programme des Nationals comprend 35 matches de pré-saison entre le 25 février et le 4 avril.
En excluant la rencontre face à l'équipe d'Italie (victoire 9-6), les Nationals affichent un bilan de pré-saison de 15 victoires pour 17 défaites et 2 nuls, soit la 10e performance sur 16 en Grapefruit League et la 9e sur 16 pour une franchise de la Ligue nationale.

## Saison régulière

### Classement
| Ligue nationale (Division Est) | V  | D   | %    | GB |
| ------------------------------ | -- | --- | ---- | -- |
| Phillies de Philadelphie       | 93 | 69  | .574 | -- |
| Marlins de la Floride          | 87 | 75  | .537 | 6  |
| Braves d'Atlanta               | 86 | 76  | .531 | 7  |
| Mets de New York               | 70 | 92  | .432 | 23 |
| Nationals de Washington        | 59 | 103 | .364 | 34 |

### Résultats

#### Avril
L'ouverture se tient à Miami le 6 avril face aux Marlins de la Floride.